# Geografia de Alagoas

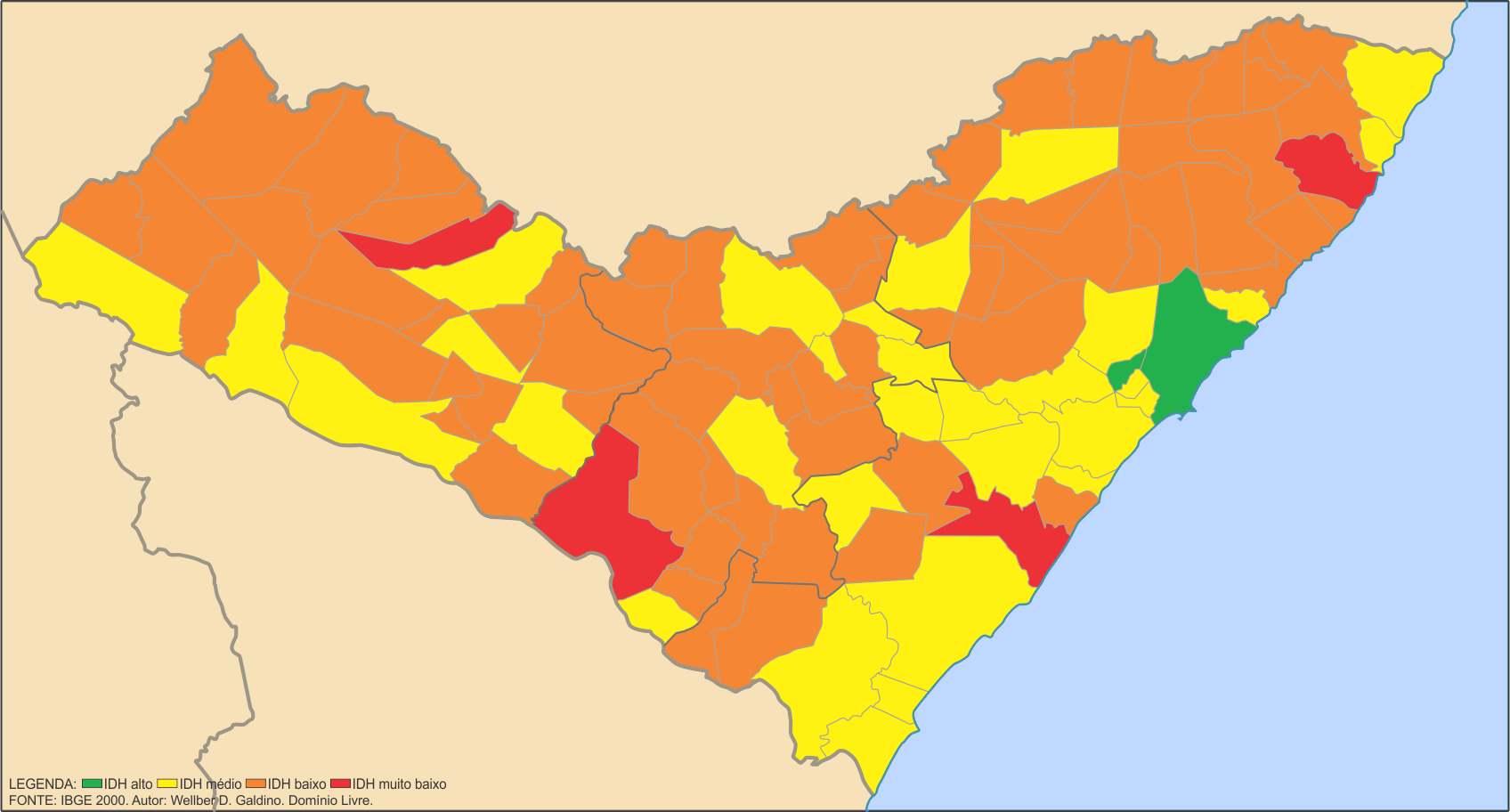
Mapa de Alagoas

Localizado na região Nordeste do Brasil, o estado de Alagoas é conhecido por suas belas praias, rica cultura e diversidade geográfica. Com uma área territorial de aproximadamente 27.767 quilômetros quadrados, Alagoas é o segundo menor estado brasileiro em extensão territorial, mas sua importância histórica, econômica e ambiental transcende suas fronteiras físicas.
Alagoas está situado entre os estados de Pernambuco, Sergipe e Bahia, fazendo fronteira ao leste com o Oceano Atlântico. Sua capital, Maceió, é não apenas o centro administrativo do estado, mas também um dos destinos turísticos mais populares da região Nordeste, destacando-se por suas praias paradisíacas e infraestrutura turística.
Com sua geografia diversificada, clima ameno, paisagens deslumbrantes e rica cultura, Alagoas destaca-se como um dos destinos mais atraentes do Nordeste brasileiro. Seja explorando suas praias intocadas, conhecendo sua história e tradições ou desfrutando de sua culinária única, Alagoas oferece uma experiência inesquecível para os visitantes e uma qualidade de vida excepcional para seus habitantes.

## Relevo
O relevo de Alagoas é predominantemente baixo e plano, com a presença de planícies costeiras, relevos suaves e pequenas serras. Destacam-se a Serra da Barriga, na região oeste, e a Serra do Urucu, no leste do estado. A planície litorânea é uma característica marcante, com extensas faixas de areia, manguezais e recifes de corais.
Cerca de 86% do território alagoano se encontra abaixo de 300 m de altitude, e 61% abaixo de 200 m. Apenas um por cento fica acima de 600 m. Cinco unidades compõem o quadro morfológico:
- a baixada litorânea,[5] com extensos areais (praias e restingas) dominados por elevações de topo plano (tabuleiros areníticos);[7]
- uma faixa de colinas e morros argilosos,[5] imediatamente a oeste, com solos espessos e relativamente ricos;
- o pediplano,[5] ocupando todo o interior,[8] com solos ricos,[8] porém rasos, e uma topografia levemente ondulada,[8] da qual despontam as serras de Mata Grande e Água Branca,[8] no extremo oeste do estado;[8]
- a encosta meridional do planalto da Borborema,[5] no centro-norte, parte mais elevada de Alagoas;[8]
- e planícies aluviais (várzeas), ao longo dos rios,[8] inclusive o delta e a várzea do baixo São Francisco (margem esquerda), com solos anualmente renovados por cheias periódicas.[8]

## Hidrografia
A hidrografia de Alagoas é formada por uma rede de rios e riachos que cortam o estado em direção ao oceano. Os principais rios incluem o São Francisco, o Mundaú, o Paraíba, o Jacuípe e o Mundauzinho, que desempenham um papel vital na agricultura, no abastecimento de água e na geração de energia elétrica.
A rede hidrográfica do estado é constituída por rios que correm diretamente para o oceano Atlântico (como, por exemplo, o Camaragibe, o Mundaú, o Paraíba do Meio e o Coruripe) e por rios que deságuam no São Francisco (como o Marituba, o Traipu, o Ipanema, o Capiá e o Moxotó).
Três tipos de cobertura vegetal, em grande medida modificados pela ação do homem, revestiam o território alagoano: a floresta tropical na porção úmida do estado (microrregião da mata alagoana); o agreste, vegetação de transição para um clima mais seco, no centro; e a caatinga, no oeste. Toda a metade oriental do estado possui clima do tipo As, de Köppen, quente (médias anuais superiores a 24°C), com chuvas de outono-inverno relativamente abundantes (mais de 1 400 milímetros). No interior dominam condições semiáridas, clima BSh, caindo a pluviosidade abaixo de 1 000 milímetros; essa região está incluída no chamado Polígono das Secas. As estações do ano são perfeitamente definidas pela periodicidade das chuvas. O verão tem início em setembro e termina em fevereiro e o "inverno" começa aproximadamente em março, terminando em agosto. A temperatura não sofre grandes oscilações, variando, no litoral, entre 22,5 e 28°C, e no sertão, entre 17 e 33°C.
O estado encontra-se com 44,36% de seu território dentro do polígono das secas, segundo dados da Organização das Nações Unidas para Agricultura e Alimentação (FAO). O relevo alagoano sofreu ao longo do tempo variações de suas interpretações, algumas foram feitas com base em estudos de campo (visita as áreas retratadas), outra com base em instrumentos modernos (fotografia, imagem de satélite).
Considerado nos traços gerais, este relevo tem aspectos particulares no conjunto de suas formas variadas, podendo ser dividido em: planalto, planície (baixada litorânea e tabuleiros costeiros) e depressões (nelas ocorrem formações mamelonares). O Litoral (Planície Litorânea) é formado por uma extensa baixada. A paisagem apresenta dunas e mangues na foz dos rios e riachos. Nessa faixa de terra encontram-se também as lagoas costeiras. A região dos Tabuleiros é muito ondulada, pouco elevada, e se estende para o interior. A cidade de Maceió encontra-se na base desses tabuleiros. Enquanto a região litorânea é cortada por pequenos rios que deságuam no mar ou no rio São Francisco, o interior do estado apresenta áreas mais elevadas, onde se destaca o planalto da Borborema, que se estende do Agreste até o Sertão.

## Clima
O clima de Alagoas é classificado como tropical úmido, com temperaturas médias elevadas ao longo do ano e duas estações distintas: uma estação chuvosa de abril a julho e uma estação seca de agosto a março. Essas condições climáticas favorecem a diversidade de ecossistemas e a preservação da flora e fauna locais.
O clima de Alagoas é caracterizado por sua diversidade, influenciado pela localização geográfica próxima à linha do Equador, pela proximidade com o Oceano Atlântico e pelas características topográficas do estado. Em geral, Alagoas apresenta um clima tropical úmido na costa e semiárido no interior, com variações sazonais bem definidas.
Clima Tropical Úmido Costeiro
Ao longo da costa, especialmente na região leste do estado, predomina o clima tropical úmido, influenciado pela proximidade com o oceano. As temperaturas são elevadas durante todo o ano, com médias anuais em torno de 25°C a 28°C. As estações são bem definidas, com uma estação chuvosa de abril a julho e uma estação seca de agosto a março. Os índices pluviométricos são mais elevados durante os meses de verão, quando ocorrem as chuvas intensas e frequentes, enquanto o período de seca é caracterizado por dias ensolarados e baixa umidade relativa do ar.
Clima Semiárido do Interior
No interior de Alagoas, especialmente nas regiões oeste e centro-oeste, predomina o clima semiárido, com características típicas de pouca chuva e altas temperaturas. Nessa área, conhecida como agreste, as chuvas são escassas e irregulares, concentradas principalmente nos meses de verão, entre dezembro e março. Durante o restante do ano, prevalece o período de seca, com baixos índices pluviométricos e temperaturas elevadas, podendo ultrapassar os 30°C.

## Vegetação
A vegetação de Alagoas é variada, compreendendo áreas de Mata Atlântica, manguezais, restingas, caatinga e vegetação de dunas costeiras. A Mata Atlântica, embora bastante fragmentada, abriga uma rica biodiversidade, com espécies vegetais e animais endêmicas. Os manguezais, por sua vez, desempenham um papel crucial na proteção da costa contra a erosão e na manutenção da biodiversidade marinha. A vegetação de Alagoas é marcada por uma diversidade de biomas e formações vegetais, embora, ao longo dos anos, tenha sofrido significativa redução devido à expansão agrícola, urbanização e outros impactos ambientais. A cobertura vegetal do estado é influenciada por fatores como clima, relevo, solo e atividades humanas.
Mata Atlântica Costeira
Na faixa litorânea, especialmente no leste do estado, encontra-se remanescentes da Mata Atlântica, um dos biomas mais ameaçados do mundo. Essa região é caracterizada por florestas tropicais úmidas, com árvores de grande porte, como pau-brasil, jatobá, ipê e diversas espécies de palmeiras. No entanto, grande parte dessa vegetação original foi substituída por áreas urbanas, plantações agrícolas e pastagens.
Manguezais e Restingas
Ao longo do litoral, é comum encontrar manguezais, ecossistemas de transição entre o ambiente terrestre e marinho, que desempenham importante papel na proteção da costa contra erosão e na manutenção da biodiversidade marinha. As restingas também são características do litoral alagoano, com vegetação adaptada às condições de solo arenoso e salinidade, incluindo espécies como cajueiro, mangaba e cactáceas.
Caatinga
No interior do estado, predomina a Caatinga, um bioma exclusivamente brasileiro, adaptado às condições de semiaridez. Essa vegetação é composta por árvores e arbustos resistentes à seca, como cactos, xerófitas e plantas suculentas. Apesar das adversidades climáticas, a Caatinga abriga uma grande diversidade de fauna e flora, incluindo espécies endêmicas e ameaçadas de extinção.
Mata de Cocais
Na região oeste de Alagoas, é possível encontrar áreas de transição entre a Caatinga e a Floresta Amazônica, conhecidas como Mata dos Cocais. Esses ecossistemas são caracterizados pela presença de palmeiras, como o babaçu e o buriti, além de árvores típicas da Amazônia, como a castanheira e a seringueira.

## Economia e Recursos Naturais
A economia de Alagoas é diversificada, com destaque para os setores de agricultura, pecuária, pesca, turismo e indústria. A produção de cana-de-açúcar é uma das principais atividades econômicas do estado, impulsionando a indústria açucareira e de etanol. Além disso, a pesca é uma fonte importante de subsistência para muitas comunidades costeiras.
Os recursos naturais de Alagoas incluem depósitos minerais de petróleo, gás natural, calcário, gesso e argila, que contribuem significativamente para a economia local. O turismo também desempenha um papel crucial, atraindo visitantes de todo o Brasil e do mundo para desfrutar das praias, festivais culturais e da rica gastronomia alagoana.